# Чакон, Даниэль
Даниэль Алонсо Чакон Салас (исп. Daniel Alonso Chacón Salas; род. 11 апреля 2001, Турриальба, Коста-Рика) — коста-риканский футболист, полузащитник клуба «Алахуэленсе» и сборной Коста-Рики.

## Клубная карьера
Чакон — воспитанник клуба «Картахинес». 19 ноября 2017 года в матче против «Перес-Селедона» он дебютировал в чемпионате Коста-Рики, заменив в конце второго тайма Эрнана Фенера. 27 сентября 2020 года в матче против «Саприссы» он забил свой первый гол за «Картахинес».
В июле 2022 года Чакон перешёл в американский клуб «Колорадо Рэпидз 2», но вернулся в «Картахинес» на правах аренды до конца октября. За «Колорадо Рэпидз 2» в MLS Next Pro он дебютировал 2 апреля 2023 года в матче против «Хьюстон Динамо 2».
3 июля 2023 года Чакон был подписан первой командой «Колорадо Рэпидз» на двухлетний контракт до конца сезона MLS 2025 с опцией продления ещё на один год и был отдан в аренду коста-риканскому «Алахуэленсе» до конца года. В октябре Чакон получил разрыв передней крестообразной связки правого колена, и перед началом сезона 2024 «Колорадо Рэпидз» внёс его в список травмированных. 4 февраля 2025 года Чакон и «Колорадо Рэпидз» расторгли контракт по обоюдному согласию.
В зимнее трансферное окно 2025 года Чакон вернулся в «Алахуэленсе» на постоянной основе.

## Международная карьера
В 2017 году в составе юношеской сборной Коста-Рики Чакон принял участие в юношеском чемпионате мира в Индии. На турнире он сыграл в матчах против сборных Гвинеи и Ирана.
За старшую сборную Коста-Рики Чакон дебютировал 30 января 2022 года в матче квалификации чемпионата мира 2022 против сборной Мексики. Чакон был включён в состав сборной Коста-Рики на чемпионат мира 2022.